# Humanics

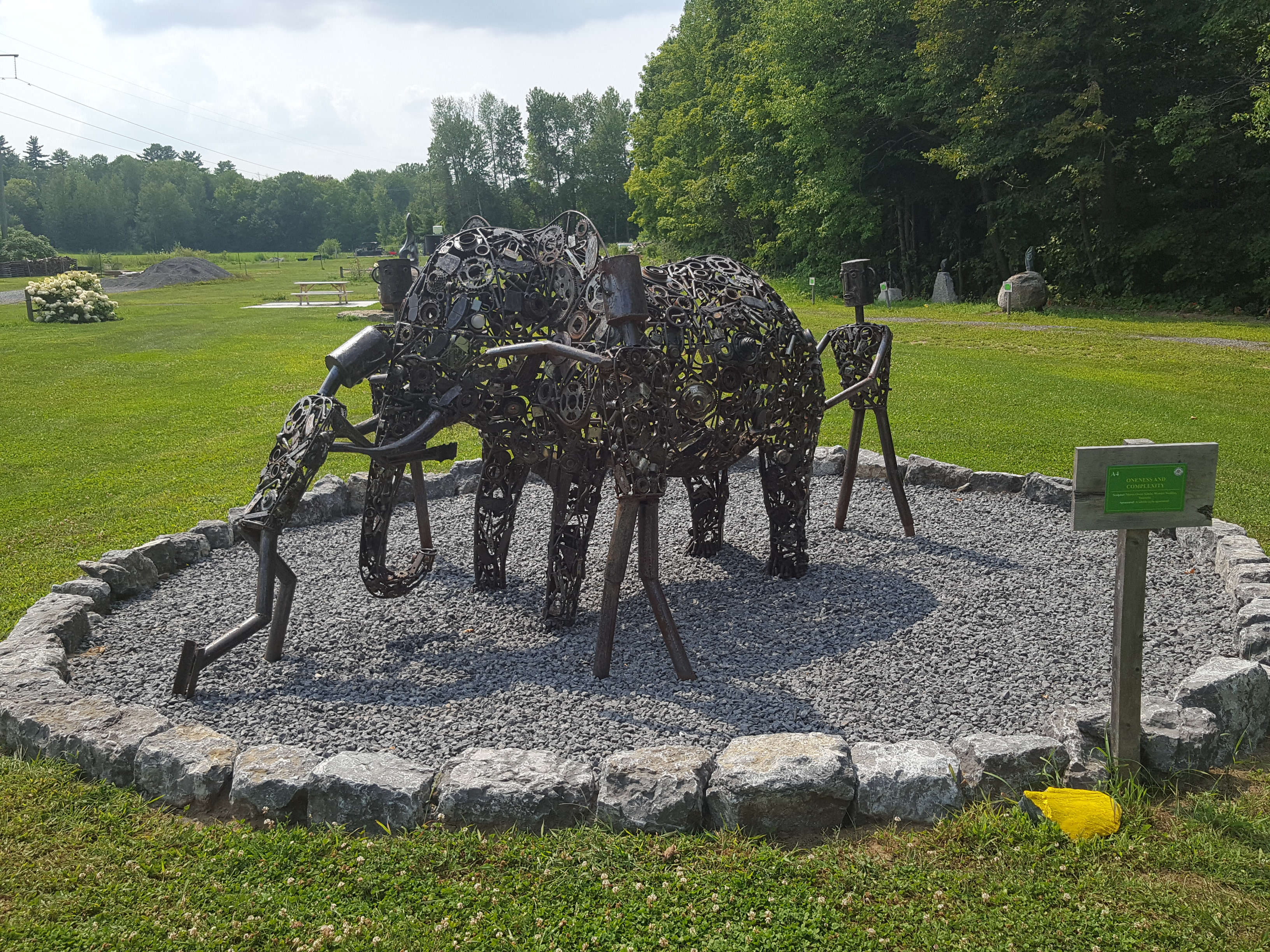
Escultura "Unidad y Complejidad" en la plaza principal del parque

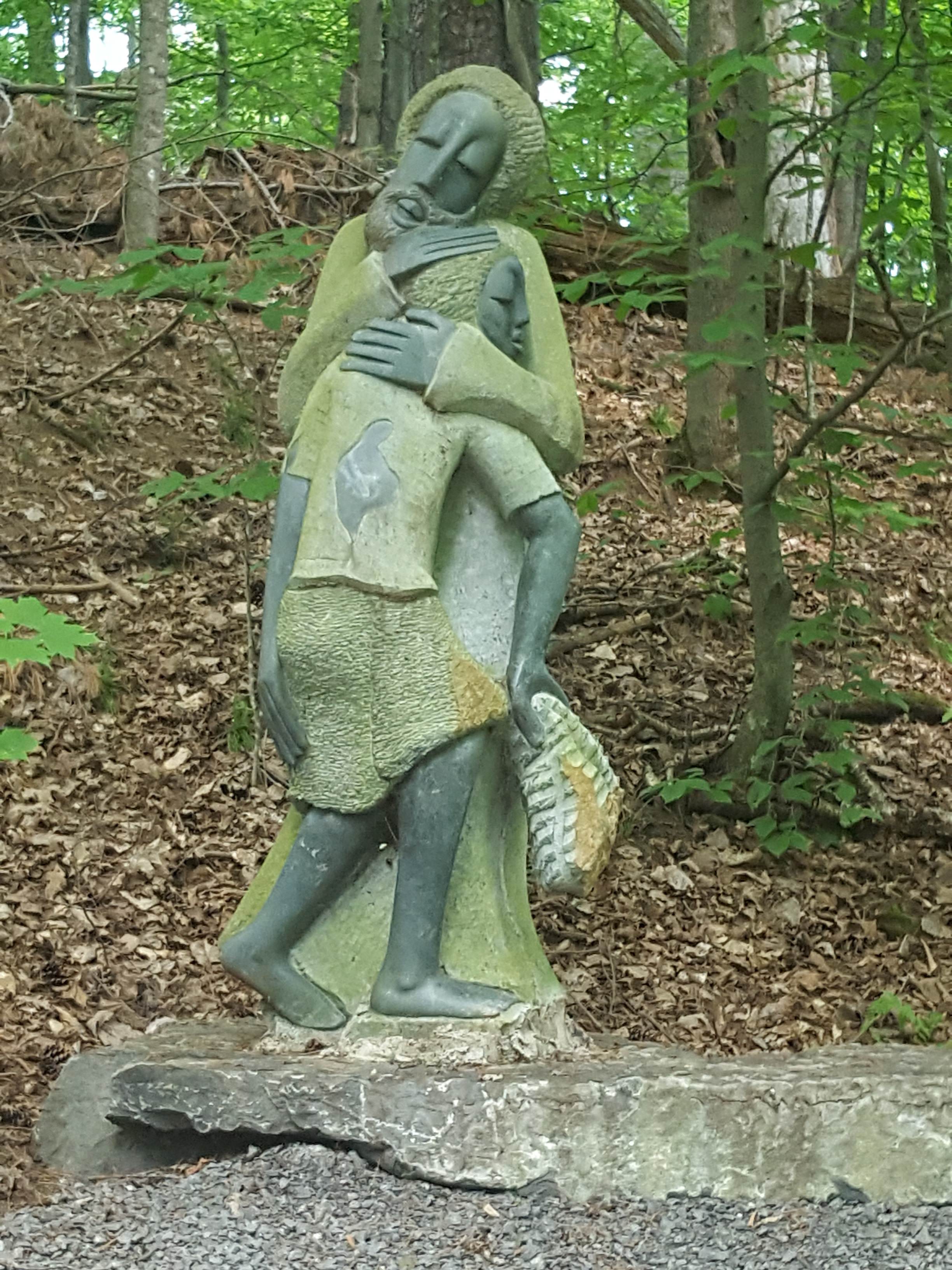
El regreso del hijo pródigo (la zona "Cristianismo")

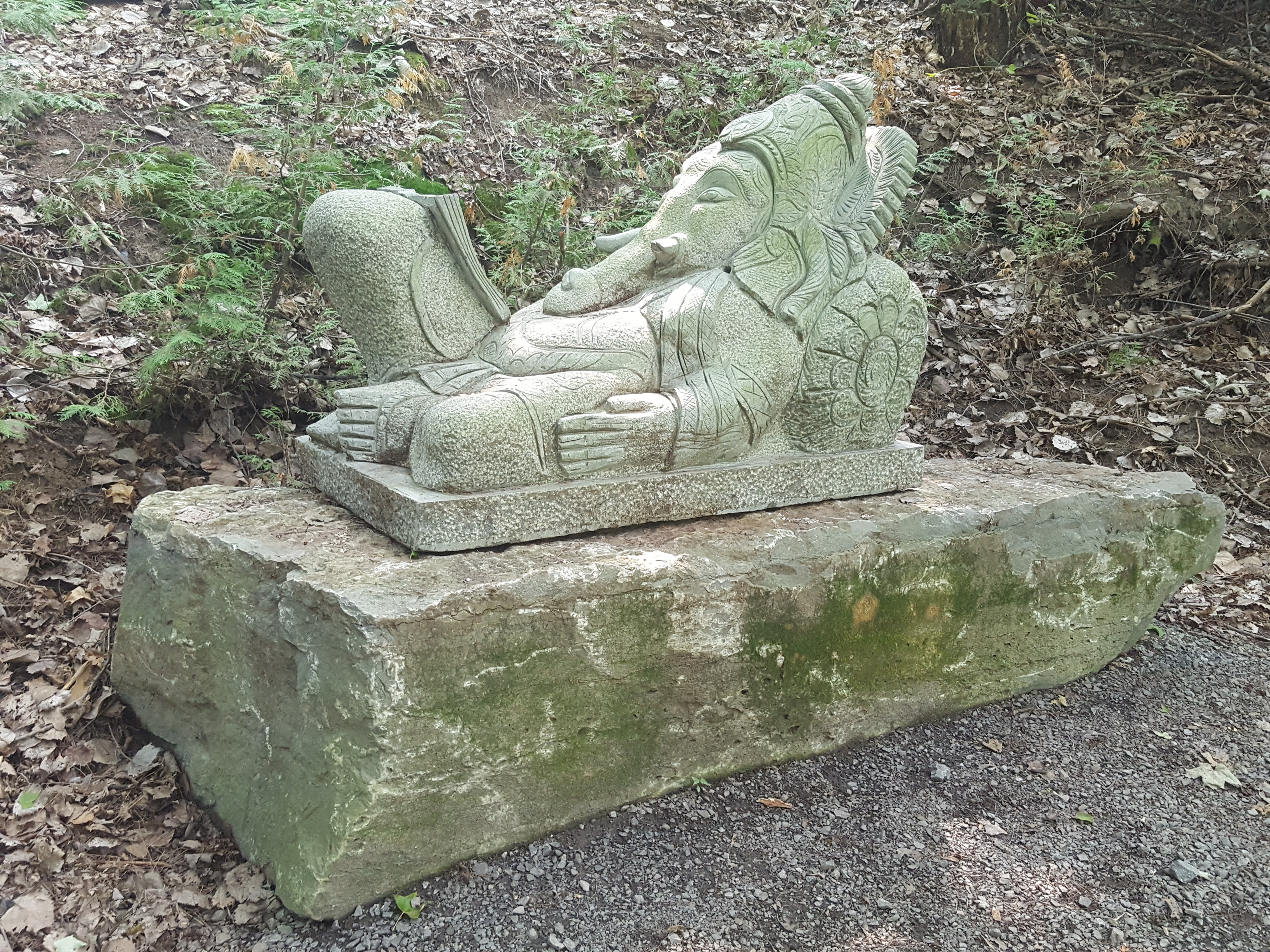
Ganesh, un dios con cabeza de elefante y una trompa-lingam (la zone "Hinduismo")

El santuario y parque de Esculturas Humanics (en inglés: Humanics Sanctuary and Sculpture Park) es un parque paisajístico privado de la capital canadiense, Ottawa. Muestra esculturas que representan figuras de culto, eventos clave o conceptos abstractos asociados con la mayoría de las religiones, mitologías y enseñanzas éticas del mundo. El parque es propiedad de una organización sin ánimo de lucro y el costo de visitarlo es bastante bajo.

## Historia
El parque fue fundado en julio de 2017 por el Dr. Ranjit Perera en un sitio especialmente comprado en el municipio de Cumberland (el suburbio este de Ottawa, administrativamente parte de la ciudad) en 3468 Old Montreal Road.
A la inauguración asistieron el primer ministro Justin Trudeau, la primera ministra de Ontario Caitlin Wynn, el alcalde de Ottawa Jim Watson y otros invitados de honor.
Desde entonces, el fundador, con fondos propios y donaciones, ha seguido instalando en el parquel nuevas esculturas temáticas.

## Esculturas
Actualmente, existen las siguientes secciones en el parque:
- Área A: Unidad de Realidad
- Área B: Dignidad Humana y Respeto
- Área C: Conectividad
- Área D: Budismo
- Área E: Hinduismo
- Área F: Cristianismo
- Área G: Responsabilidad humana
- Área H: Confucianismo
- Área I Judaísmo
- Área J: Espiritualidad indígena (Inuit y otros pueblos indígenas en Canadá y otras regiones de las Américas)
- Área K: Zoroastrismo
- Área L: Taoísmo y Sintoísmo
- Área M: Jainismo
- Área N: Sijismo
- Área O: Bahaísmo
- Área P: Islam

Las áreas H y K a P todavía están en desarrollo.
Algunas de las esculturas se encargaron directamente a los maestros aborígenes (o en África) y se transportaron a Canadá.
El visitante medio pasa de 1 a 1,5 horas en el parque.

## Enlaces
- Wikimedia Commons alberga una categoría multimedia sobre Humanics.
- El sitio web oficial

- Datos: Q110497027
- Multimedia: Humanics Sanctuary and Sculpture Park / Q110497027